# Sandefjord Fotball
Sandefjord Fotball is een Noorse voetbalvereniging uit Sandefjord, fylke Vestfold. De club speelt afwisselend in de Eliteserien en de 1. divisjon.

## Geschiedenis
Sandefjord is opgericht in 1998. Het is een fusie van twee plaatselijke verenigingen, waaronder Sandefjord BK, de bekerfinalist van 1957 en 1959. Een jaar na de oprichting bereikte de ploeg de 1. divisjon, men speelde sindsdien bovenin mee in de tweede klasse. In 2002 en 2003 was Sandefjord al dicht bij promotie, maar verloor beide malen in de promotiewedstrijden. Door in het seizoen 2005 tweede te worden in de eerste divisie bereikte Sandefjord de elite. Na twee seizoenen degradeerde de club.
In 2009 maakt de club een rentree bij de elite. Sandefjord eindigde echter op de laatste plaats en degradeerde opnieuw naar de 1. divisjon. In 2014 werd Sandefjord kampioen en promoveerde men weer. Al na één seizoen was het avontuur voorbij in de hoogste divisie. Sandefjord Fotball eindigde op de zestiende en laatste plaats, waardoor degradatie een feit was. In 2016 eindigde de ploeg onder leiding van oud-international Lars Bohinen op de tweede plaats, waardoor opnieuw promotie volgde.

## Erelijst
- Beker van Noorwegen

Finalist: 1957, 1959, 2006

## Overzichtslijsten

### Eindklasseringen vanaf 1999
| 1 |

| 11 |

| 7 |

| 3 |

| 3 |

| 4 |

| 2 |

| 9 |

| 14 |

| 2 |

| 8 |

| 16 |

| 3 |

| 3 |

| 8 |

| 1 |

| 16 |

| 2 |

| 13 |

| 16 |

| 2 |

| 11 |

| 10 |

| 14 |

| 13 |

| 10 |

| Niveau 1 | Niveau 2 | Niveau 3 |

De Noorse divisjons hebben in de loop der jaren diverse namen gekend, zie:  Eliteserien#Geschiedenis, 1. divisjon#Naamsveranderingen, 2. Divisjon.

## Bekend (oud) spelers
- Crescendo van Berkel
- Kevin Larsen
- Geir Ludvig Fevang

FK Bodø/Glimt · 
SK Brann ·
Hamarkameratene ·
FK Haugesund · 
Fredrikstad FK ·
KFUM Oslo ·
Kristiansund BK ·
Lillestrøm SK ·
Molde FK · 
Odds BK · 
Rosenborg BK · 
Sandefjord ·
Sarpsborg 08 ·
Strømsgodset IF ·  
Tromsø IL ·
Viking FK